# Butcher Babies
Butcher Babies – amerykański zespół wykonujący szeroko pojętą muzykę heavymetalową. Powstał w 2010 roku w Los Angeles z inicjatywy wokalistek Heidi Shepherd i Carli Harvey, basisty Jasona Kleina, gitarzysty Henry'ego Flury oraz perkusisty Chrisa Warnera. Nazwa zespołu nawiązuje do utworu "Butcher Baby" z repertuaru punkrockowego Plasmatics.
Formacja zadebiutowała minialbumem Butcher Babies, który ukazał się nakładem samego zespołu 29 maja 2012 roku. Na płycie znalazły się cztery autorskie utwory wyprodukowane przez Andrew Murdocka, mającego w dorobku współpracę m.in. z zespołami Avenged Sevenfold i Godsmack. Nagrania były promowane teledyskiem do utworu "Mr. Slowdeath". Pod koniec 2012 roku grupa podpisała kontrakt wydawniczy z wytwórnią muzyczną Century Media Records. Na mocy umowy 9 lipca 2013 roku do sprzedaży trafił debiutancki album formacji zatytułowany Goliath. Produkcja uplasowała się na 112. miejscu listy Billboard 200 w Stanach Zjednoczonych sprzedając się w nakładzie niewiele ponad 3 tys. egzemplarzy w przeciągu tygodnia od dnia premiery. W ramach promocji do pochodzących z płyty "Magnolia Blvd" i "I Smell a Massacre" powstały teledyski.

## Dyskografia
Albumy
| Goliath                     | - Data: 9 lipca 2013 - Wydawca: Century Media Records         | 112 | 3 | 24 | - USA: 3,0 tys.+ |
| Take It Like a Man          | - Data: 21 sierpnia 2015 - Wydawca: Century Media Records     | 76  | — | 5  | - USA: 8,4 tys.+ |
| Lilith                      | - Data: 27 października 2017 - Wydawca: Century Media Records | —   | — | —  |                  |
| "—" album nie był notowany. |                                                               |     |   |    |                  |

Minialbumy
| Butcher Babies              | - Data: 29 maja 2012 - Wydawca: wydanie własne            | — | —  |                  |
| Uncovered                   | - Data: 30 września 2014 - Wydawca: Century Media Records | 6 | 36 | - USA: 3,0 tys.+ |
| "—" album nie był notowany. |                                                           |   |    |                  |

## Teledyski
| Tytuł                                    | Rok  | Reżyseria                 | Album              | Źródło |
| ---------------------------------------- | ---- | ------------------------- | ------------------ | ------ |
| "Mr. Slowdeath"                          | 2012 | —                         | Butcher Babies EP  | [ 4 ]  |
| "Magnolia Blvd"                          | 2013 | Daniel Andres Gomez Bagby | Goliath            | [ 8 ]  |
| "I Smell a Massacre"                     | 2014 | —                         | Goliath            | [ 9 ]  |
| "They're Coming to Take Me Away Ha-Haa!" | 2014 | —                         | Uncovered          | [ 15 ] |
| "Monsters Ball"                          | 2015 | Dan Dobi                  | Take It Like a Man | [ 16 ] |
| "Igniter"                                | 2015 | —                         | Take It Like a Man | [ 17 ] |